# Chalet

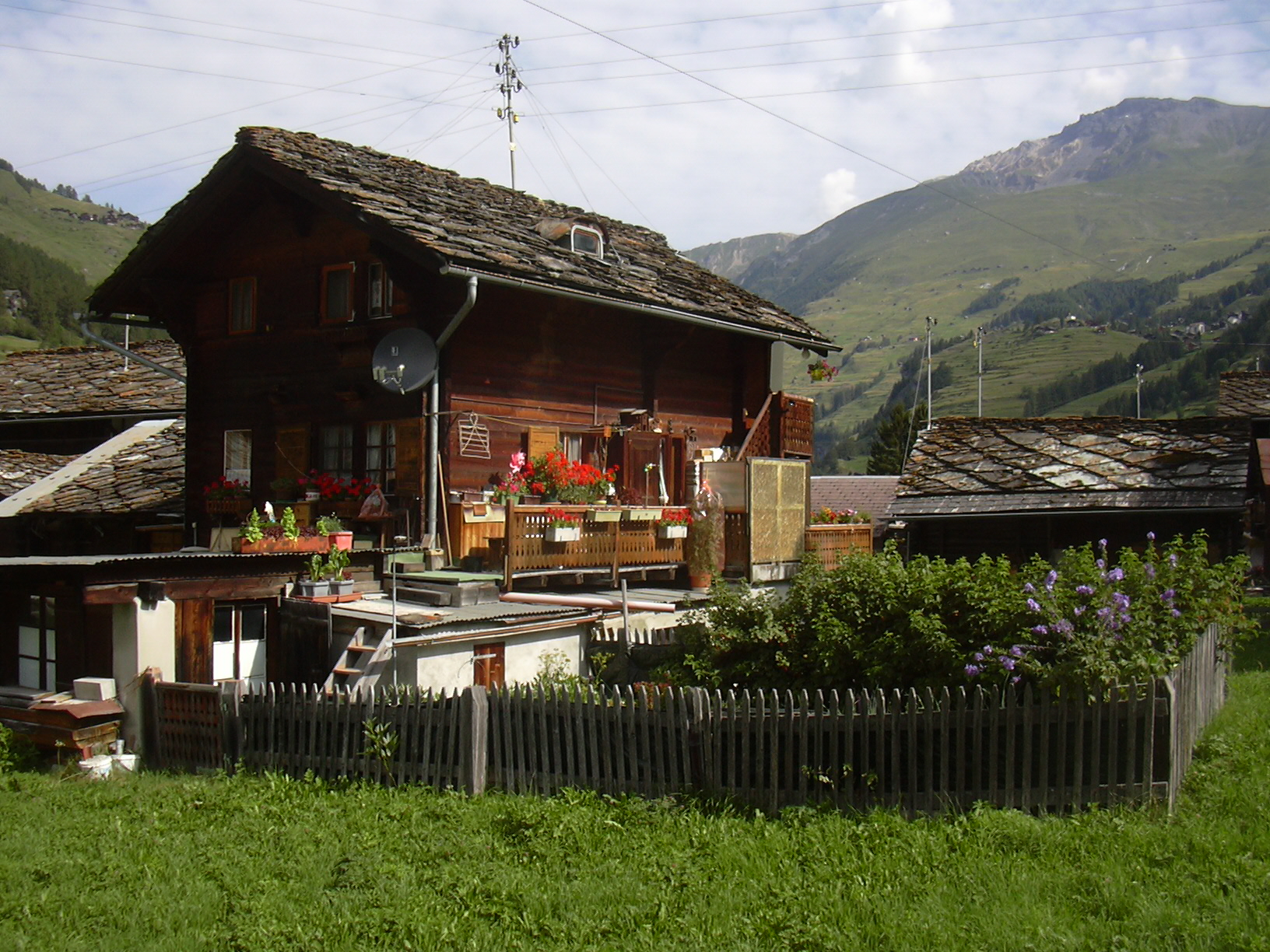
Typische chalet in Les Haudères, Val d'Hérens, Wallis, Zwitserland

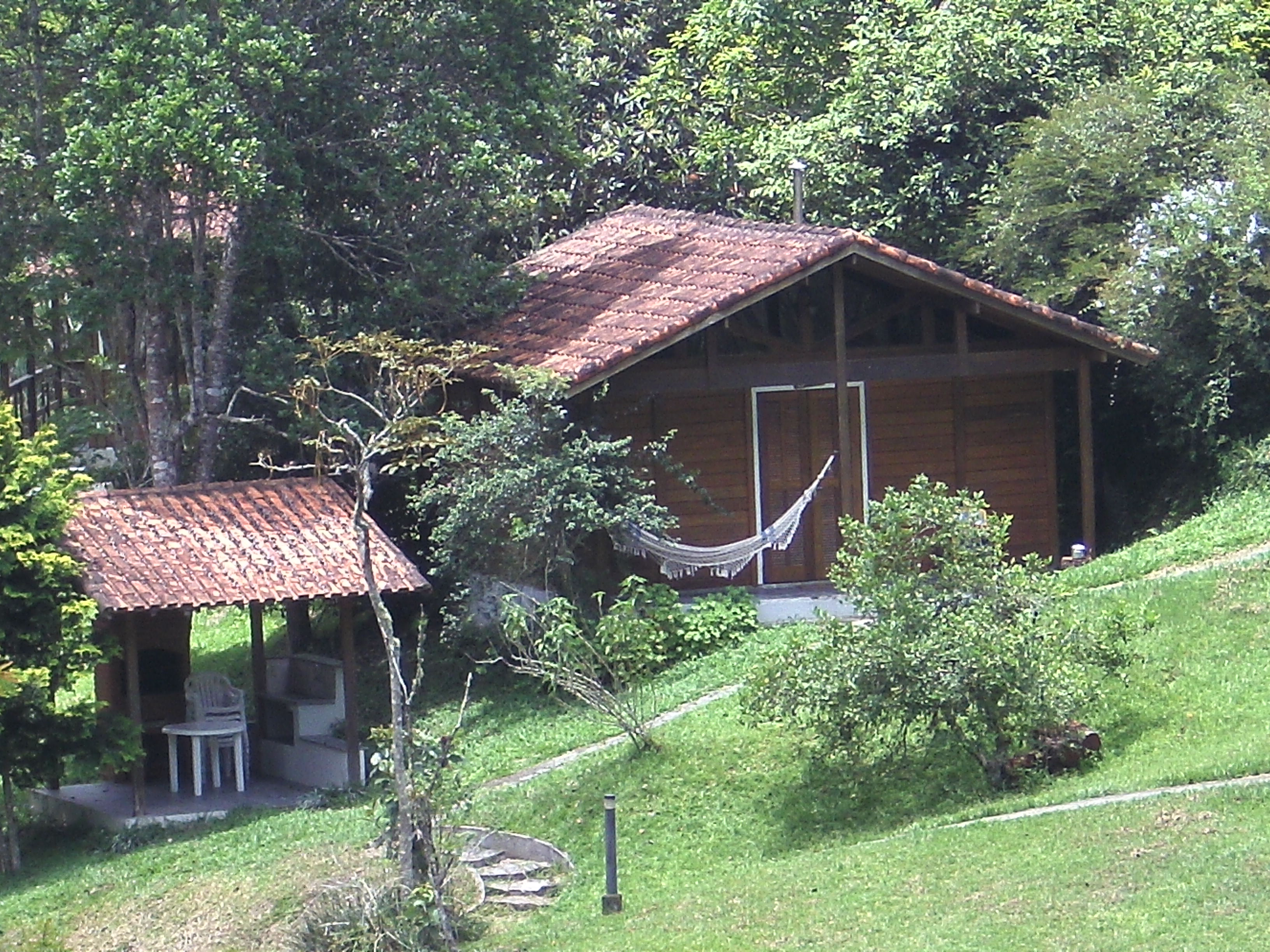
Typische chalet in Juquitiba, Brazilië.

Een chalet (uitspraak /ʃa.lɛ/), ook vaak alpenhut genoemd, is een houten woning of boerderij zoals die onder meer in de Alpenlanden vaak gebouwd worden. Tegenwoordig wordt er hoofdzakelijk een vakantiehuis mee aangeduid.

## Achtergrond
Kenmerkend zijn het betrekkelijk vlakke zadeldak met overhangende dakranden, alsmede balkons of galerijen. Een origineel chalet is gewoonlijk van zwaar hout gebouwd, ter isolatie. Deze houten wanden rusten op een natuurstenen muurtje. Ook zijn er zware luiken voor de vensters, wat nodig was in verband met de tijdelijke bewoning.
De eerste Europese toeristen bestonden uit rijkere mensen die vaak een land als Zwitserland als bestemming hadden. Zij romantiseerden het chalet en imiteerden de kenmerken ervan via de zogeheten chaletstijl, die vooral tegen het eind van de 19e eeuw furore maakte. Zo ging de benaming chalet over op allerlei villa's en vakantiewoningen, die doorgaans niets met het oorspronkelijke chalet van doen hebben.

## Etymologie
Het woord chalet vindt zijn oorsprong uit het woord Chahtelèt in het Arpitaans sprekende Alpengebied en komt vermoedelijk van het Middeleeuws-Latijnse woord casalis, dat schuilplaats betekent. Met een chalet werd oorspronkelijk dan ook een herdershut aangeduid. Later is de betekenis overgegaan op veel grotere behuizingen, waar een of meerdere gezinnen konden wonen. Ook deze lagen in het Alpenweidegebied en werden alleen 's zomers gebruikt.